# 第二次托倫和約

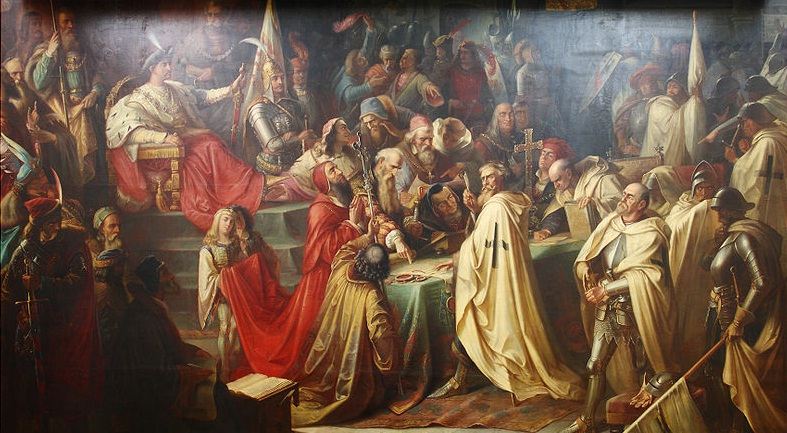
《第二次托倫和約》油画

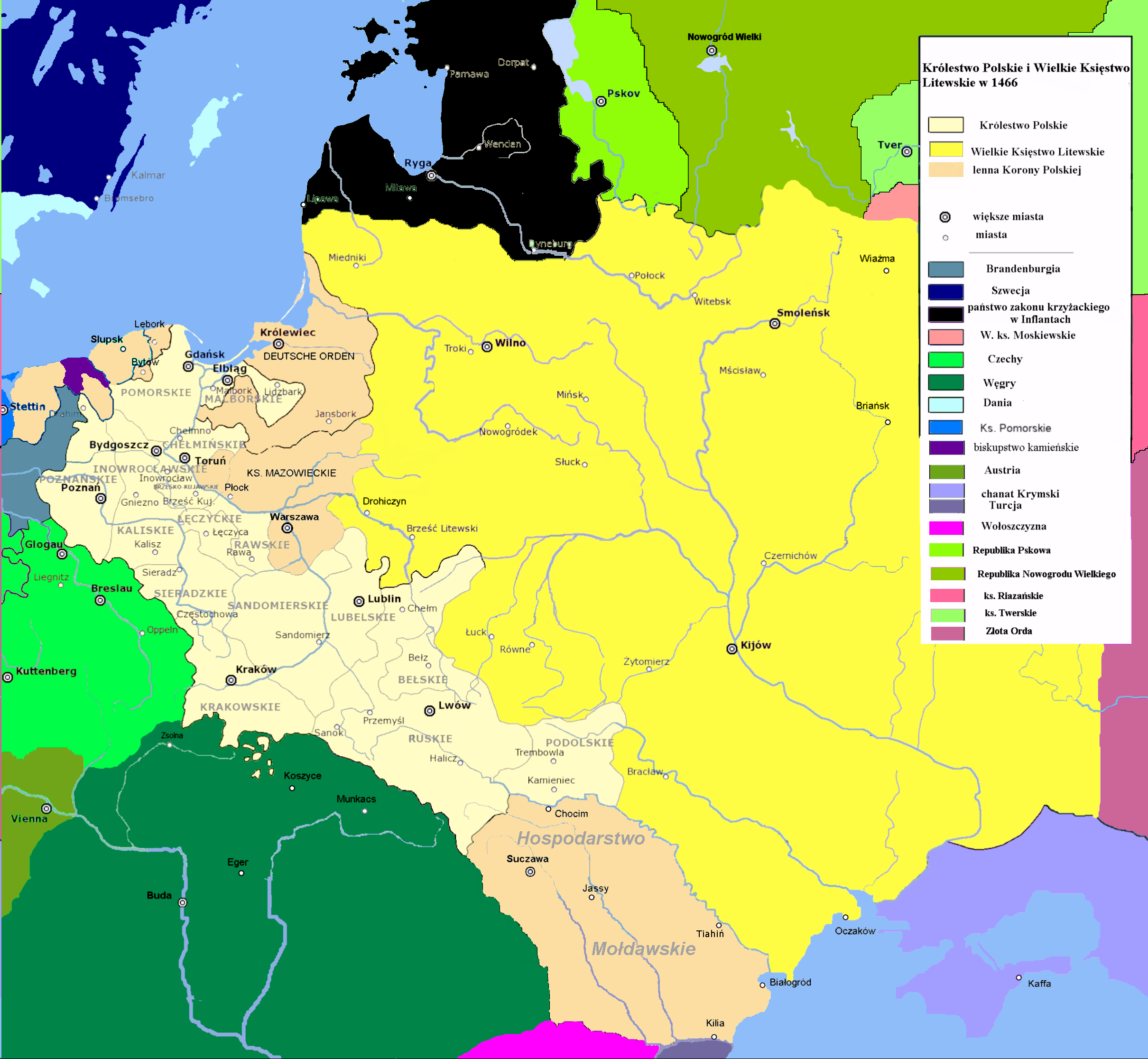
Poland and Lithuania in 1466

第二次托倫和約（波蘭語：drugi pokój toruński）是波蘭國王卡齐米日四世·雅盖隆契克與條頓騎士團於1466年10月19日在托倫簽屬的和平条约，標誌著十三年戰爭的結束。

## 内容
在條約中，騎士團割讓 Pomerelia(東波美拉尼亞)，包含但澤城， 庫爾默蘭地區包含庫爾城和索恩城，維斯瓦河低地地區包含埃尔宾城和馬林堡城，瓦尔米亚采邑主教区包跨首府阿伦施泰因。騎士團也確認波蘭王國對西普魯士區域的權利，此區域隨後被稱為皇家普魯士。東普魯士，隨後被稱為普魯士公國，則一直由騎士團控制直到1525年。
和約表明皇家普魯士為波蘭王國的獨家資產。隨後出現一些不和諧聲音，開始要求許多特權，例如自行鑄幣、有自己的議會、自己的軍隊以及官方語言使用德語。 隨後於瓦尔米亚采邑主教区的一系列維權運動造成教士戰爭(1467–79)。最終皇家普魯士被波蘭立陶宛聯邦合併，直到十八世紀才與波蘭分離。
1525年，條頓騎士團被驅逐出東普魯士領地，普魯士公爵改信信義宗，宣布成為波蘭附屬國並宣布對波蘭效忠，此區域從此被稱為普鲁士公国。